# 鬬辛
鬬辛（前6世纪？—？），芈姓，鬬氏，名辛，又称勛公辛，中国春秋时期楚国大臣，父蔓成然（鬬成然）。 
鬬成然有德于楚平王，不知节制。与养氏勾结，贪得无厌。楚平王担心。前528年九月初三甲午，楚平王杀鬬成然，灭养氏之族。使其子鬬辛住在郧地，表示不忘鬬氏旧勋，所以鬬辛又叫郧公辛。他是继鍾儀之后，第二位被纪录的郧公（郧邑县公）。
前506年，吴国柏举之战大破楚国，鬬辛的弟弟鬬怀要杀死楚平王的儿子楚昭王报父仇，被鬬辛阻止：“国君讨伐臣下，谁敢仇恨他？国君的命令，代表上天的意志。如果死于天意，你要仇恨谁？《诗》说，‘柔亦不茹，刚亦不吐，不侮矜寡，不畏强御’，只有仁爱之人才会如此。逃避强暴、欺凌弱小不是勇；乘人之危不是仁；灭亡宗族、废弃祭祀不是孝；举动没有正当的名义不是明智。你要是一定这样做，我就先杀你。”鬬辛就和他的弟弟鬬巢护卫着楚昭王逃亡到随国。鬬辛听说吴军将帅进入郢都争住楚国宫室，说：“我听说：‘不谦让就会不和睦，不和睦就不能远征。’吴国人在楚国争夺，必定会发生动乱，发生动乱，就必定会撤军回国，哪里能平定楚国呢？”次年，楚国复国，楚昭王赏赐鬬辛、王孙由于、王孙圉、钟建、鬬巢、申包胥、王孙贾、宋木、鬬怀。